# Elatobia
Elatobia is een geslacht van vlinders van de familie echte motten (Tineidae), uit de onderfamilie Tineinae.

## Soorten
- E. bugrai Kocak, 1981
- E. carbonella (Dietz, 1905)
- E. deltophracta Meyrick, 1926
- E. fuliginosella (Lienig & Zeller, 1846)
- E. montelliella (Schantz, 1951)
- E. ussurica Zagulajev, 1990